# Kindred (série de televisão)
Kindred (prt: Aparentados; bra: Kindred: Segredos e Raízes) é uma série de televisão de ficção científica americana desenvolvida por Branden Jacobs-Jenkins e baseada no romance de 1979 de mesmo nome escrito por Octavia E. Butler.
A série estreou com oito episódios em 13 de dezembro de 2022 no FX on Hulu. Em janeiro de 2023, a série foi cancelada após uma temporada.

## Premissa
Dana acaba de se mudar para Los Angeles para estabelecer uma vida perto de sua única família restante, sua tia Denise, quando ela volta no tempo para o século 19 em Antebellum South. O cenário moderno é 2016.

## Elenco
- Mallori Johnson como Dana James
- Micah Stock como Kevin Franklin
- Ryan Kwanten como Thomas Weylin
- Gayle Rankin como Margaret Weylin
- David Alexander Kaplan como Rufus Weylin
- Austin Smith como Luke
- Sophia Brown como Sarah
- Sheria Irving como Olivia
- Eisa Davis como Denise

## Episódios
| N.º | Título                           | Dirigido por           | Roteiro por                                 | Lançamento             |
| --- | -------------------------------- | ---------------------- | ------------------------------------------- | ---------------------- |
| 1   | "Dana"                           | Janicza Bravo          | Branden Jacobs-Jenkins                      | 13 de dezembro de 2022 |
| 2   | "Sabina"                         | Amanda Marsalis        | Branden Jacobs-Jenkins                      | 13 de dezembro de 2022 |
| 3   | "Furniture"                      | Amanda Marsalis        | Joy Kecken                                  | 13 de dezembro de 2022 |
| 4   | "The Waiter from Two Nights Ago" | Ayoka Chenzira         | Bobak Esfarjani                             | 13 de dezembro de 2022 |
| 5   | "Winnie"                         | Ayoka Chenzira         | Zenzele Price                               | 13 de dezembro de 2022 |
| 6   | "Celeste"                        | Destiny Ekaragha       | Joy Kecken e Noah J. Rubenstein             | 13 de dezembro de 2022 |
| 7   | "Jane"                           | Destiny Ekaragha       | Matthew Shire                               | 13 de dezembro de 2022 |
| 8   | "Alice"                          | Alonso Alvarez-Barreda | Branden Jacobs-Jenkins e Noah J. Rubenstein | 13 de dezembro de 2022 |

## Produção
Em março de 2021, a FX Productions anunciou que havia obtido os direitos para adaptar o romance de 1979 de Octavia Butler, Kindred, em uma série de televisão desenvolvida por Branden Jacobs-Jenkins. Janicza Bravo dirigiu o episódio piloto, e Mallori Johnson foi escalada para o papel principal, em sua estreia como atriz. O resto do elenco principal foi revelado em setembro de 2021, adicionando Micah Stock, Ryan Kwanten, Gayle Rankin, Austin Smith, Antoinette Crowe-Legacy e David Alexander Kaplan.
Depois de produzir o piloto de televisão, a FX encomendou o uma temporada completa para a série em janeiro de 2022. As filmagens ocorreram em junho de 2022 em Rome, Geórgia. Twin Shadow forneceu a trilha sonora para a série, fazendo sua estreia na televisão. Em 30 de janeiro de 2023, a série foi cancelada após uma temporada.

## Lançamento
Kindred foi lançada com seus 8 episódios em 13 de dezembro de 2022 no Hulu. A série foi lançada em territórios selecionados em 8 de fevereiro de 2023 no Disney+ via hub Star (Disney+). Em 29 de março de 2023, a série foi lançada em outros territórios pelo Disney+ e na América Latina através do Star+.

## Recepção

### Recepção crítica
No site agregador de críticas Rotten Tomatoes, 63% das 27 resenhas críticas são positivas, com nota média de 6,7/10. O consenso dos críticos do site diz: "Mallori Johnson se desempenha de forma impressionante em um papel difícil, mas o resto desta ambiciosa adaptação do romance seminal de Octavia E. Butler é menos bem-sucedido em obter seu equilíbrio tonal complicado." No Metacritic, a série limitada recebeu uma pontuação de 62 com base nas análises de 18 críticos, indicando "avaliações geralmente favoráveis".

### Prêmios e indicações
| Ano  | Prêmio                                                | Categoria                                                                                                 | Indicado(s)                       | Resultado | Ref.   |
| ---- | ----------------------------------------------------- | --- | --------------------------------- | --------- | ------ |
| 2023 | Hollywood Makeup Artist and Hair Stylist Guild Awards | Melhor Penteado Contemporâneo - Série de Televisão, Série Limitada ou Minissérie, ou Filme para Televisão | Jamie Amadio, Chantell Carrtherol | Pendente  | [ 16 ] |
| 2023 | NAACP Image Awards                                    | Melhor Revelação Criativa (Televisão)                                                                     | Branden Jacobs-Jenkins            | Pendente  | [ 17 ] |
| 2023 | NAACP Image Awards                                    | Melhor Roteiro em Série Dramática                                                                         | Branden Jacobs-Jenkins            | Pendente  | [ 17 ] |